# Natsu Dragnir
 (février 2020).
 (janvier 2025).
- Si vous ne connaissez pas le sujet, laissez ce bandeau (vous pouvez alors contacter les auteurs).
- Si vous supprimez le contenu mis en cause (vous pouvez préalablement contacter les auteurs),

argumentez précisément cette suppression dans la page de discussion
(un manque de référence n'est pas un argument ; une recherche réelle de référence doit avoir été effectuée, être formellement documentée).
Natsu Dragnir (ナツ・ドラグニル, Natsu Doraguniru), également typographié Natsu Dragneel dans la version originale de l'anime, est le personnage principal masculin du manga Fairy Tail, créé par Hiro Mashima en 2006. Surnommé « La Salamandre », il est l'un des quatre chasseurs de dragons de la guilde Fairy Tail, et utilise la magie de chasseur de dragon de feu. Il fait équipe avec Happy, Lucy Heartfilia, Erza Scarlett, Grey Fullbuster, Wendy Marvel, et Carla.

## Création et conception

### Fairy Tail
Avant la création de Fairy Tail, Hiro Mashima travaille sur une histoire courte, où le héros de l'histoire était, à la base, censé être un esprit avec des cornes. Ses traits ont été repris pour créer le personnage de Natsu.
Hiro Mashima déclare avoir créé Natsu sur la base de sa propre personnalité et le désigne comme son personnage préféré.

### Accueil et critique
Le personnage de Natsu a généralement reçu une réponse critique positive. Dans un sondage de popularité publié dans le 26e numéro du Weekly Shōnen Magazine, Natsu s'est classé deuxième, obtenant un total de 7343 votes.
Les critiques applaudissent ses scènes de combat et sa personnalité énergique tout au long de la série. Son mal des transports a également été bien aperçu en tant qu'élément humoristique de l'histoire. Natsu a été très populaire dans les sondages, et de nombreux articles qui lui sont liés, tels que des figurines, ont été publiés.

## Histoire

### Origine
La naissance de Natsu remonte à plus de 400 ans avant le début de l'histoire.
Natsu était le frère cadet de Zeleph et tous les deux vivaient paisiblement dans un petit village avec leurs parents. Cependant, Natsu est décédé très jeune aux côtés de leurs parents en raison d'une attaque de Dragon. Cela a amené Zeleph à faire des recherches sur la magie et le lien avec la vie et la mort. 
Plus tard, Zeleph utilise son corps mort, il fut ressuscité en tant que le démon le plus puissant: E.N.D dont le but était de tuer Zeleph. Pendant ce temps, il a également rencontré Ignir mais le Dragon a choisi de ne pas le tuer car il s'est pris d'affection pour le petit garçon. Sous la tutelle d'Ignir, Natsu fit la connaissance du jeune Gajil (avec qui il se battait fréquemment), Wendy, Sting et Rogue. Tous les cinq se rencontraient plusieurs fois par an lorsque leurs parents dragon se réunissaient pour des réunions. Il reçoit son écharpe fait à partir des écailles d'ignir, d'Anna Heartfilia.
Ignir enseigne à Natsu l'écriture, le parler et la Magie du Chasseur de dragon de Feu, une Magie Perdue. Pendant cette période, Ignir a été choisi comme quatre autres dragons pour sceller son âme endommagée dans le corps de Natsu pour éviter que Natsu ne se transforme en dragon et saute quatre cents ans dans le futur pour retrouver sa force avec les fortes concentrations d’Ethernano du futur et tuer Acnologia. Alors que Natsu pensait au départ avoir été abandonné par Ignir, le 7 juillet X777. C'était en fait le jour et l'année où Natsu se réveillait à côté de Gajil, Wendy, Sting et Rog, les quatre autres Chasseurs de Dragon. Ignir avait décidé de résider dans le corps de Natsu pendant de nombreuses années, pour éviter que Natsu se transforme en dragon un jour. 
Après le réveil, Natsu est parti en quête d'Ignir et a été retrouvé par le maître de la guilde de Fairy Tail, Makarof. Natsu a fini par rejoindre Fairy Tail dans laquelle il a formé une proche rivalité fraternelle avec Grey et Erza.

### Enfance
Natsu passe son enfance auprès d'Ignir, le roi des dragons de feu qui l'adopte. Celui-ci va lui apprendre à lire et à écrire, et lui enseigner la magie anti-dragon.
Le 7 juillet de l’an 777, Ignir disparaît. Natsu, à présent seul au monde, va partir à sa recherche dans l’espoir de le retrouver. Il finit par intégrer la guilde de Fairy Tail avec l'aide du maître Makarof, où il rencontre Grey et Erza. Ne connaissant pas d'autres mots que les plats, Erza décide de le prendre sous son aile et de lui en apprendre des nouveaux.
Un jour, lors d'une promenade en forêt, un œuf lui tombe dessus. Lisanna l’aide à le faire éclore. Natsu devient alors ami avec Happy, un exceed, qui naît de cet œuf. Natsu et Lisanna décident de l'appeler Happy, car tout le monde autour était heureux au moment de sa naissance. Ce dernier deviendra plus tard son plus fidèle allié.
Quelques années passèrent et Natsu grandit. Un jour, Lisanna prit part à un travail de Classe S avec ses frères et sœurs, dans lequel elle était censée chasser une créature appelée « La Bête ». Natsu souhaitait l'accompagner, mais Elfman s'y opposa, car il pensait qu'il devrait être celui qui s'occuperait de sa famille. Lisanna a vraisemblablement été accidentellement tuée par Elfman lors de sa tentative de prendre le contrôle du monstre. Bien que Natsu lui ait pardonné, il a été très attristé par l'événement.

### Début de l'histoire
On peut constater que Natsu a maintenant l'allure d'un jeune homme d'environ 17 ou 18 ans.
Plusieurs années plus tard, toujours à la recherche du dragon Ignir, il rencontre par hasard Lucy Heartfilia, une constellationiste, et l’aide à intégrer Fairy Tail. Il fait par la suite équipe avec elle, qui devient une précieuse partenaire de combat.
Toujours à la recherche de son père adoptif, Natsu rencontre d’autres chasseurs de dragons :
- Luxus Draer, chasseur de dragon de foudre (en réalité, c'est son père qui lui a inséré ce pouvoir car Luxus avait une santé fragile...)

- Gajil Redfox, chasseur de dragon d'acier de 1re génération ;

- Cobra/Erik, chasseur de dragon venimeux de 2e génération ;
- Sting Euclif, chasseur de dragon blanc et Rogue Chenny, chasseur de dragon de l'ombre de 3e génération ;

- Puis Wendy Marvel, une chasseuse de dragon céleste de 1re génération.

On peut remarquer sur son cou une cicatrice de guerre.
Il devra affronter, avec l'aide de ses amis, des ennemis tous plus puissants les uns que les autres : mages, monstres, guildes clandestines, etc..
Il participe pour la première fois à la sélection des mages de rang S sur l’île Tenrô. L'épreuve est interrompue par la guilde clandestine Grimoire Heart, où il affronte en particulier Thuncrow, un membre de la guilde, un chasseur de dieux du feu, plus puissant qu'un chasseur de dragon. Il y rencontre aussi Zeleph pour la première fois, avec qui il semble partager un lien.
Après la disparition d’Ignir, il rencontre un autre dragon dénommé Acnologia, dragon noir de l’apocalypse, Initialement humain, celui-ci s'est transformé en dragon en se baignant dans le sang de cette espèce. Acnologia détruit une île entière d’un seul « hurlement du dragon ».
Sept ans plus tard, Natsu est retrouvé vivant ainsi que les autres membres de Fairy Tail sur l’île Tenrô, grâce à Mavis Vermillion (le premier maître de la guilde de Fairy Tail).

### 7 ans plus tard
Avec Grey, Lucy, Erza, Wendy, Carla et Happy, il participe aux grands jeux de la magie (un tournoi instauré pendant les sept années d'hibernation sur l'île Tenrô pour désigner la meilleure guilde de Fiore). Lors de la première épreuve (sélection des huit guildes participantes au tournoi), il finit avec sa guilde à la huitième et dernière place qualificative. Il fait partie, avec Grey, Erza, Gajil et Luxus de la nouvelle équipe de Fairy Tail pour la suite du tournoi (les organisateurs ayant ordonné à la guilde de fusionner les deux équipes pour éviter un nombre impair d'équipes pour les combats). Lors du quatrième jour des grands jeux magiques, avec Gajil, il affronte Sting et Rog, les deux chasseurs de dragons de la guilde Saber Tooth. Au cinquième jour, Fairy Tail étant redevenu la guilde no 1, il part avec Wendy, les Exceeds et Mirajane délivrer Lucy, qui est prisonnière du roi.
Quand ils retrouvent Lucy (enfermée avec Yukino), ils sont précipités dans le palais des enfers par la princesse Jade, où ils combattent l'ordre des loups affamés, puis tombent sur un personnage très inattendu : la Lucy du futur, qui leur raconte un futur s'annonçant funeste. Natsu décide de tout faire pour l'empêcher d'advenir, mais l'ordre des loups affamés et l'armée royale les retrouvent et le combat débute, jusqu'à ce qu'une ombre engloutisse les adversaires. Celui derrière ces événements n'est autre que le Rog, venu du futur pour tuer Lucy. Il l'attaque, mais au moment où celle-ci allait être touchée, la Lucy du futur se sacrifie et meurt. Natsu combat le Rog du futur, mais il est sauvé par Ultia et Meldy qui arrivent juste à temps. Une fois la porte ouverte et les dragons apparus, il affronte tout d'abord le Rog du futur sur le dos du dragon Mother Glare puis, avec l'aide du dragon Atlas Flame, réussit à le battre après un combat acharné.
Durant la mission au village du soleil, il affronte momentanément Doriate, un membre de la guilde noire Succubus Eye, mais doit fuir quand ce dernier utilise sa magie pour le rajeunir. Il réussit à raviver la flamme éternelle, qui n'est autre qu'Atlas Flame en personne.
Durant la bataille contre Tartaros, il affronte Jackal, une des neuf portes démoniaques, qu'il arrive à vaincre. Il part ensuite à la recherche d'Erza et de Mirajane, capturées par Tartaros, dont il réussit à retrouver le repère. Il y affronte sur place Franmars et y retrouve Zeleph. Avec l'aide de Lucy, il bat Franmars, avant de se rendre compte qu'Ignir était, en réalité, enfermé dans son corps. Il bat ensuite Mard Geer avec l'aide de Grey. Plus tard, Ignir est tué par Acnologia ; Natsu se rend compte que sa force est insuffisante pour le venger, et décide alors de s'entraîner pendant un an afin d'acquérir davantage de force pour protéger celles et ceux qu'il aime.

### L'an X792
Il réapparaît lors des Jeux inter-magiques de l'année X792, où il fait fondre le stade avec ses flammes. Arrêté, Natsu retrouve Lucy à la sortie du palais de Crocus. C'est là qu'il apprend la dissolution de Fairy Tail, juste après son départ (elle le lui reproche encore lorsqu'avec Wendy, ils retrouvent Jubia, lui demandant s'il avait une idée de ce qu'elle a ressenti). Mais, accompagné de Lucy et Happy, il part à la recherche de tous ses camarades. Ils retrouvent d'abord Wendy, dans la guilde Lamia Scale, puis, peu après Jubia, redevenue la femme de la pluie. Celle-ci leur apprend que Grey a rejoint Avatar, une guilde clandestine de mages prônant le retour de Zeleph. En réalité, celui-ci avait infiltré le groupe pour Erza, qui avait rejoint l'armée du Conseil de la Magie, à l'instar de Gajil, Reby et Panther Lily. Après avoir vaincu Avatar, ils finissent par retourner à Magnolia, où tous les membres de la guilde sont réunis, grâce à Lucy qui a passé une partie de l'année précédente à les chercher. Seul Makarof est absent, car il se trouve à Arbaless, afin de parler avec l'empereur Sppringan (qui est en réalité Zeleph). En son absence, Erza est nommée 7e maître de Fairy Tail. Aidée par Mest un mage de la guilde qui c'était infiltré au conseil, elle emmène, par la suite, une équipe à Arbaless afin de sauver le maître, équipe dans laquelle il y participe. Makarof raconte à ses protégés s'être fait avoir en beauté par Zeleph qui n'avait nullement l'intention de négocier quoi que ce soit, après avoir tenté de l'assassiner jusqu'à ce que Mest intervienne pour le sauver.
Accompagné de Happy, le mage de feu attaque l'armée de son frère et se débarrasse facilement de ses soldats. Lorsqu'il affronte Zeleph une première fois, il utilise un pouvoir spécial qu'Ignir lui a légué et qui se manifeste par une puissance accrue, une marque représentant un dragon sur son bras droit et une aura de feu, lui permettant de tenir tête au mage noir. Celui-ci décide alors de lui révéler la vérité : Zeleph est son frère, étant l'aîné, ses parents et lui ont tous trois été tués par un dragon. En cherchant des ingrédients pour ses expériences afin de le ressusciter, Zeleph rencontre Ignir, établissant un plan avec le dragon après avoir ramené Natsu à la vie sous la forme d'un de ses démons, E.N.D (Etherious Natsu Dragnir). Le mage noir révèle également que Natsu et E.N.D sont la même personne et le prouve en transperçant le livre du démon, causant une grande douleur au torse du mage de feu. Il révèle aussi que Natsu, Gajil, Wendy, Sting et Rog sont en réalité des personnes d'il y a 400 ans, ayant été envoyés dans le futur le jour où ils ont pensé que leurs dragons disparurent, tout cela pour vaincre Acnologia. Ce plan a été établi par Zeleph, Ignir, Grandiné, Metallicana, Waislogia, Skiadrum et la mage constellationniste Anna Heartfilia, l'ancêtre de Lucy & Leyla, il y a 400 ans. Mais Layla Heartfilia, la mère de Lucy, y a participé dans son époque en ouvrant la porte Éclipse. Cette porte a servi à envoyer Natsu et les autres dans un futur se déroulant 400 ans plus tard. Le chasseur de dragons veut tuer Zeleph, mais la mort de celui-ci causerait également la sienne, car si le créateur des démons meurt, ils meurent avec lui. Ne voulant pas voir son ami mourir, Happy récupère Natsu, à son grand désarroi, perturbé par les révélations de son frère et la supplique de l'Exceed.
Plus tard, Brandish réveille la tumeur de Natsu, après l'avoir affaibli auparavant. Lucy affronte Brandish, mais perd le combat. Ils sont ensuite capturés par Dimaria, qui les attache à des chaises afin de les torturer. En voyant la jeune femme tenter de crever un œil à sa coéquipière, il se libère et corrige Dimaria. Croyant Lucy morte, il réveille son pouvoir démoniaque d'E.N.D et part à la recherche de Zeleph afin de l'éliminer, mais il croise la route de Grey, qui découvre le vrai visage de son camarade. S'ensuit un combat acharné entre les deux mages de Fairy Tail, qui est plus tard interrompu par Erza venue les calmer en faisant appel à leurs souvenirs passés et en leur disant qu'elle les aime. Inquiète pour Natsu, Lucy le retrouve, puis le prend dans ses bras. Soulagé de voir Lucy en vie, le mage de feu reprend ses esprits avant de perdre connaissance. Inconscient, le mage de feu mène un combat mental contre lui-même, devant choisir entre la voie du démon ou celle du dragon. Mais d'un autre côté, des souvenirs de son enfance refont surface. Pendant sa convalescence, il est soutenu par Lucy, qui se blottit contre lui. Le mage de feu ne choisit aucune des deux voies proposées, étant avant tout un être humain. Grâce à cette réponse, il se réveille enfin de sa létargie. Il repart combattre Zeleph, et grâce à l'aide de Lucy qui a réécrit le livre E.N.D, il parvient à battre le mage noir. Mavis et Zeleph meurent ensemble, après un baiser échangé, à la suite de la double malédiction. Il retrouve ses amis, mais alors qu'ils allaient rentrer à la guilde, Natsu disparaît comme par enchantement, ce qui fait fondre en larmes Lucy, qui sombre dans la dépression. Mais en réalité, le mage de feu a été téléporté dans le monde d'Acnologia, grâce à un voyage spatio-temporel. Et il n'est pas le seul, car les autres chasseurs de dragon se trouvent également dans ce monde : Wendy, Gajil, Luxus, Sting, Rogue et Cobra. Avec l'aide des pouvoirs de ses six confrères, le mage de feu réussit à terrasser Acnologia une bonne fois pour toutes, puis retourne à Hargéon, où il tombe accidentellement sur sa partenaire, qui l'accueille à bras ouverts. Pour célébrer cette victoire, tous les mages sont conviés à une fête. Lucy devient une romancière célèbre, mais ayant trop bu à la soirée, il la raccompagne chez elle. La jeune femme le remercie en le prenant dans ses bras, lui disant qu'elle ne serait pas devenue la personne qu'elle est aujourd'hui, si elle n'avait pas rencontré Happy et lui. Alors que le mage de feu allait lui avouer quelque chose, il l'embarque dans une nouvelle aventure, avec les autres membres de l'équipe.

## Description

### Famille
Natsu est, en réalité, le petit frère de Zeleph, le grand mage noir. Il fut recueilli et élevé par Ignir, le roi des dragons de feu. Son frère ayant eu deux enfants avec Mavis Vermilion, il est l'oncle d'August et Rakheid Dragnir. Cela fait de Mavis Vermillion, sa belle-sœur. Natsu considère toute la guilde de Fairy Tail comme membre de sa famille. Pour lui, Ignir a joué le rôle de père. Durant toute l'histoire, on s'aperçoit qu'il a des sentiments pour Lucy, même s'il ne s'en rend pas compte. Son alter-égo d'Edolas, Natsu Draguion, est marié à Lucy Ashley et ont une fille Nasha. Nakku, son autre alter-égo de la guilde Fairy Nail, est en couple avec sa manageuse, Lusha (l'autre alter-égo de Lucy).
Anna Heartfilia, l’ancêtre de Lucy, a été une sorte de figure maternelle pour lui dans son enfance, avant que cette dernière n'envoie Gajil, Wendy, Sting, Rog et lui dans le futur par le biais de la porte Éclipse. La raison pour laquelle il se sent bien à l'aise avec Lucy, est le fait que les deux femmes ont la même odeur, même s'il ne se souvient pas vraiment d'Anna. Selon Gajil, il a toujours été en adoration pour Anna.

### Apparence
Natsu est un jeune homme de taille moyenne et très musclé. Il a des cheveux de couleur rose et des yeux verts. Son style vestimentaire change tout au long de l'histoire, mais il ne se sépare jamais de son écharpe blanche, offerte par Ignir, faite d'écailles de dragon (cette écharpe a été cousue par Anna, l'ancêtre de Lucy il y a 400 ans). Sa marque de guilde de couleur rouge comme les flammes, se situe au niveau de son épaule droite. Il a hérité des traits de son père biologique qui est décédé à la suite de l'attaque d'un dragon.

### Personnalité
Sympathique, téméraire, maladroit et impulsif, il a le mal des transports. Il adore la bagarre et aime se remplir le ventre de feu. C'est également un fin gourmet, car la nourriture est sa plus grande passion. 
Il a tendance à squatter ou s'introduire dans l'appartement de Lucy, sans que celle-ci ne lui donne la permission. Il est toujours en compétition avec Grey (malgré leur vieille rivalité, les deux garçons s'apprécient et se respectent mutuellement). Il a une peur bleue d'Erza, allant même jusqu'à la comparer à un monstre des montagnes. Cependant, il la respecte comme tous les autres membres de la guilde. De plus, Erza, Natsu et Grey forment l'équipe la plus puissante de Fairy Tail.
Il nourrit un amour tout particulier envers sa guilde et les valeurs qui y sont inculquées. Il tient à ses amis par-dessus tout et fera tout pour les protéger, Happy est d'ailleurs son meilleur ami. Il n'abandonne jamais, quelles que soient les difficultés, car il a une ténacité et une persévérance à toute épreuve. Par ailleurs, la plupart des membres de Fairy Tail s'inspirent de lui lors de leur combat (comme Grey face à son ancien camarade Léon sur l'île de Galuna, ou Lucy sur l'île de Tenrô face à Kain Hikaru). Bien qu'il manque de maturité et se conduit comme un enfant, il adore jouer le rôle de grand frère, tout particulièrement envers Roméo, Aska et Wendy.
Natsu adore se battre, mais préfère combattre en solo. Il se dispute d'ailleurs la plupart du temps avec Gajil à cause de cela. Cependant, il met sa fierté de côté pour faire équipe avec les autres mages de la guilde. Même s'il n'est pas très intelligent et a tendance à foncer tête baissée sans réfléchir, il est cependant plus puissant qu'un mage normal. Natsu rêve un jour de rivaliser avec la grande puissance de Gildarts.
Côté sentiment, Lucy semble amoureuse de lui, et cela serait réciproque, même s'il ne s'en est pas encore rendu compte. Durant le manga et l'anime, il y a une belle alchimie et complicité entre les deux personnages. Lucy est toujours inquiète à son sujet, est réconfortée par ce dernier lorsqu'elle est triste, le prend dans ses bras lorsqu'elle est soulagée de le revoir vivant ou lorsqu'une situation devient difficile. De son côté, il se met en colère lorsque quelqu'un fait du mal à sa partenaire, d'une manière ou d'une autre (en la blessant ou en la faisant pleurer), vole toujours à son secours lorsqu'elle est en danger et éloigne les hommes qui tentent de la draguer. Il est d'ailleurs très protecteur envers sa coéquipière, étant même aux petits soins avec cette dernière, cherchant constamment à vouloir la protéger de tout ce qui pourrait la menacer. Dans l'OAV 4 de la série, sa partenaire, complètement ivre, parle de lui amoureusement et lui fait des avances. Il semble gêné, mais ne la repousse pas (la scène où ils s'échangent un baiser a été censurée). Dans l'arc Arbaless, Lucy apprend, par Happy, sa véritable identité (E.N.D. signifiant Etherious Natsu Dragnir), mais cela ne change en rien les sentiments que la constellationniste éprouve pour lui.
Son double d'Edolas, Natsu Draguion est du genre pacifique et timide. Il est également peureux et très à l'aise avec les moyens de transport. Il s'entend très bien avec le Grey d'Edolas, est victime des prises de combat de Lucy (l'alter-ego de Lucy Heartfilia sur Edolas) et a également peur de  l'agressivité de cette dernière. 
Dans le manga Fairy Tail: 100 Years Quest, Natsu a un autre alter-ego : Nakku, star de cinéma à la guilde Fairy Nail, en couple avec sa manager Lusha (l'alter ego de Lucy Heartfilia). Plus tard dans le manga, Natsu et ses camarades se retrouvent à nouveau projetés à Edolas par le mage blanc, où neuf années se sont écoulées. Lucy et lui découvrent que leurs alter-egos respectifs se sont mariés et ont une petite fille ensemble : Nasha.

### Techniques
En tant que chasseur de dragon du feu, Natsu maîtrise diverses techniques faisant appel à l'élément du feu. Il est immunisé à cet élément : sources de son pouvoir et de son énergie, il peut littéralement dévorer des flammes pour reprendre ses forces. En tant que chasseur de dragon de la première génération, Natsu possède un grand pouvoir ancestral et une puissance hors du commun.
Il portera un bandage au bras droit qui renferme les restes du pouvoir d'Ignir. Il apprend plus tard le mode Roi du dragon de feu ; de ce fait, sa puissance se décuple et il peut user de sorts surpuissants.
Voici une liste de ses techniques utilisées :

#### Magie du Chasseur de Dragons (de Feu)
- Hurlement du Dragon de Feu
- Poing d'Acier du Dragon de Feu
- Ailes du Dragon de Feu
- Supplice du Dragon de Feu
- Serres du Dragon de Feu
- Corne du dragon de feu
- Crocs du Dragon de Feu
- Poing Flamboyant
- Poing du Lotus Pourpre
- Lame du Lotus Pourpre
- Supplice du Dragon et des Dieux
- Sabre du Phénix au Lotus Pourpre
- Force du Dragon
- Flammes de la rage
- Poing destructeur du roi dragon de feu
- Purgatoire du roi dragon de feu

#### Mode Dragon de Feu Foudroyant
(もど らいえんりゅ Modo Raienryū) Cette magie est une forme développée de la magie du chasseur de dragon de feu. Elle s'active une fois que l'utilisateur a mangé la foudre d'un chasseur de dragon de foudre. C'est Luxus qui lui transmet ce pouvoir.
- Supplice du Dragon de Feu Foudroyant
- Poing d'Acier du Dragon de Feu Foudroyant
- Décharge du Lotus Pourpre
- Marteau du Dragon de Feu Foudroyant
- Hurlement du Dragon de Feu Foudroyant
- Tir du Dragon de Feu Foudroyant

#### Mode Roi du dragon de feu
(モード炎竜王, Mōdo Enryūō) La capacité qui permet à Natsu d'utiliser des sorts surpuissants grâce aux pouvoirs qu'Ignir a laissés en lui.
- Poing destructeur du roi dragon de feu (version Roi dragon de feu)
- Hurlement destructeur du roi dragon de feu
- Flammes du roi dragon de feu

#### Mode Dragon Noir de Feu
Cette magie est issue de l'absorption des flammes du Regulus Noir de Léo (Éclipse) — (exclusif à l'anime)
- Lame Ardente des Ténèbres
- Épée du Phœnix Noir

#### Mode E.N.D.
(ＥＮＤイーエヌディーパワー, Ī Enu Dī Pawā) Natsu est capable de développer sa forme démoniaque et accède alors à une grande masse de magie. Ses mains deviennent celles d'un dragon, des écailles apparaissent sur son corps et le haut de son visage est couvert par de la noirceur. Lorsqu'il fait appel à ce pouvoir, il a du mal à se contrôler émotionnellement.

#### Mode Tulpa
Natsu apprend et utilise cette technique dans le manga Fairy Tail: 100 Years Quest. Lorsque son âme est extraite de son corps, il peut prendre forme et combattre en tant que fantôme, sans causer de dégâts, ni dommages aux personnes (sauf si elles sont possédées) et objets matériels (son combat contre Reis en est le parfait exemple).

### À propos du nom
Son prénom signifie « été » en japonais et son prénom signifie notamment « torride ». Le précédent héros de l'auteur s'appelle Haru (« printemps » en japonais). Il est aussi surnommé « La Salamandre ».
Son nom, Dragnir, est le nom de famille de son père . Ce nom rappelle évidemment la contraction des mots « Dragon » et « Ignir », du dragon qui l'a élevé. On peut noter que son grand frère, le mage noir Zeleph, porte aussi le nom de Dragnir. Si le prénom de Natsu est révélé dès le premier chapitre, son nom, Dragnir, n'est révélé qu'à la toute fin du chapitre 23 par Gerald, sous l'identité du conseiller Jycrain, lorsque Natsu et Erza sont en prison.